# Variante (revista)
Variante foi uma revista publicada em Lisboa em 1942 e 1943.
Publicada pela Editorial Inquérito, dirigida e editada por António Pedro, saíram apenas dois números da revista: na Primavera de 1942 e no Inverno de 1943. De espírito eclético mas vincadamente poético (senão mesmo surrealizante), a revista articulava-se com a obra do editor, anunciando o seu primeiro número sob o signo do Inconformismo, e da Fantasia, o segundo do Mau gosto, o terceiro da Força e da Forma e o quarto do Amor (estes últimos não publicados).
O arranjo gráfico de António Pedro retomava a qualidade modernista de publicações como a Contemporânea, de José Pacheko. Teve notável colaboração literária de Vitorino Nemésio, Adolfo Casais Monteiro, Diogo de Macedo, Sofia de Melo Breyner, José Régio, Manuel Mendes, Delfim Santos, entre outros. Interrompida prematuramente (por razões económicas e escassez de colaboração à altura do programa desejado), a publicação quase foi retomada em 1948 como «revista internacional do surrealismo», dirigida então por António Pedro, André Breton, V. Brauner, N. Calas, e E.L.T. Mesens; dificuldades de ordem editorial impediram a concretização desse projeto.